# Salar de Piedra Parada
Salar de Piedra Parada är en saltslätt i Chile.   Den ligger i regionen Región de Atacama, i den norra delen av landet, 800 km norr om huvudstaden Santiago de Chile.